# Alvin Kritschmann
Alvin Kritschmann (fl. XX secolo) è stato un ginnasta e multiplista statunitense.

## Carriera
Kritschmann partecipò ai Giochi olimpici di Saint Louis 1904 nelle gare di triathlon e ginnastica. Giunse dodicesimo nel concorso a squadre, ottantasettesimo nel concorso generale individuale, centosedicesimo nel triathlon e cinquantasettesimo nel concorso a tre eventi.